# Kaló Flórián
Kaló Flórián (szül. Berbenczei) (Budapest, 1932. június 16. – Budapest, 2006. február 28.) Jászai Mari-díjas magyar színész, író, érdemes művész.

## Életpályája
Szegény sorsú szerelmes pár törvénytelen gyermekeként született Berbenczei Flórián néven. Szülei a fővárosban dolgoztak, ő a nagyszüleinél nevelkedett Somsálybányán (1979-től Ózd városához tartozik). Budapesten, a Fáy András Gimnáziumban érettségizett. Utána egy ideig a Lámpagyár Vállalatnál dolgozott. 1954-ben szerezte meg diplomáját a Színház- és Filmművészeti Főiskolán. Ebben az évben vette feleségül Domján Editet, akivel a Szegedi Nemzeti Színházhoz szerződött. 1961-ben lett a József Attila Színház tagja. Zenés és prózai művek kitűnő karakterszínésze volt. Feleségétől 1969-ben elvált. Rengeteg klasszikus és modern, zenés és prózai műben alakított kitűnő, emlékezetes karakterszerepeket. Könnyed, elegáns stílusban, pontos muzikalitással megformált figuráival aratta legnagyobb sikereit. A közönség ismerhette őt Szilvai professzorként (Szigligeti Ede: Liliomfi), Alfieriként (Arthur Miller: Pillantás a hídról), és Ulyssesként (Shakespeare: Troilus és Cressida) is. A filmvásznon látható volt egyebek mellett a Két emelet boldogság (1960), A Noszty fiú esete Tóth Marival (1960), a Mici néni két élete (1962), a Meztelen diplomata (1963), a Minden kezdet nehéz (1966) és a Lányarcok tükörben (1972) című filmekben, s nem utolsósorban zseniális alakítást nyújtott a Palacsintás király (1973) gonosz-fondorlatos főszakácsaként a naiv királynak! 1991-ben Domján Edit emlékére létrehozta a Domján Edit Alapítványt. Az 1960-as évek közepén a gyermekek körében nagy népszerűségre tett szert az évekig adott Kukkantó című ismeretterjesztő tévéműsorral, amit Hacser Józsával együtt vezetett. Távoli rokona Kaló B. Péter filmrendező, író, producer.

## Írásai
Színpadi műveket és rádiójátékokat is írt; ezek közül a Mai történet 1976-ban, a Négyen éjfélkor 1976-ban, a Pajzán históriák 1980-ban, A kitaszított 1987-ben jelent meg.

## Színházi szerepei
- Egy tiszt (Illyés Gyula: Fáklyaláng)
- Raban (Kipphardt: Shakespeare kerestetik)
- Votore; Mosca (Jonson: Volpone, avagy a pénz komédiája)
- Baradlay Jenő (Jókai Mór: A kőszívű ember fiai)
- Keszeg András; Malvolio (William Shakespeare: Vízkereszt, vagy amit akartok)
- Saverio Califano (Eduardo De Filippo: Vannak még kísértetek)
- Frank (George Bernard Shaw: Warrenné mestersége)
- Gondos Antal (Török Tamás: Dél keresztje)
- Fjodor (Leonov: Tisztítótűz)
- Jepihodov (Csehov: Cseresznyéskert)
- A dauphin (Shaw: Szent Johanna)
- László (Harsányi Gábor–Mikszáth Kálmán: A vén gazember)
- Ádám Albert (Molnár Ferenc: Játék a kastélyban)
- Robert Caplen (Priestley: Veszélyes forduló)
- Zbysko (Zapolska: Dulszka asszony erkölcse)
- Toffolo (Carlo Goldoni: Csetepaté)
- Callimaco; Ligurio (Niccolò Machiavelli: Mandragóra)
- Csobolya (Molnár–Karinthy–Békefi–Kellér–Heltai–József–Darvas–Móra: A nagy nő)
- Oktave (Armont–Vandenberghe: Fiúk, lányok, kutyák)
- Mortimer (Friedrich Schiller: Stuart Mária)
- A tanár (Sebastian: Névtelen csillag)
- Celestin Fourmint (Jacobi Viktor: Bál a Savoyban)
- Elemér (Dékány András–Baróti Géza: Dankó Pista)
- Edmund (Shakespeare: Lear király)
- Kuktúrember (Jaroslav Hašek: Švejk, a derék katona)
- Első tiszt (Visnyevszkij: Optimista tragédia)
- Péter (Pavel Kohout: Ilyen nagy szerelem)
- Anton Szvinyin (Adujev: Dohányon vett kapitány)
- Benkő Zoltán (Kállai István: Kötéltánc)
- Pygmalion Spiropolusz (Soria: Idegen nő a szigeten)
- Pócsai (Kállai István: Majd a papa)
- Celestin (Hervé: Nebáncsvirág)
- J. Miller (Darvas József: Kormos ég)
- Moncrieff Algernon (Oscar Wilde: Hazudj igazat)
- Heinz Wallner (Lenz: Az alkalmi férj)
- Demetrius (Shakespeare: Szentivánéji álom)
- A.B (Nazim Hikmet: Damoklész kardja)
- Viktor (Arbuzov: Irkutszki történet)
- Német ezredes (Paál Ferenc: Zsákutca)
- Teodor (Lope de Vega: A kertész kutyája)
- Buhos Tessarik (Danĕk: Szemtől szembe)
- Tonio (Somogyi Pál: Róka fogta csuka)
- Ludovic de Pochenoire (Marcel Achard: A világ legszebb szerelme)
- Barna (Sós György: Kati)
- Krampvogel kapitány (Erich Kästner: Az eltűnt miniatűr)
- Lovag (Le Sage: A csalafinta bárónő)
- XIII. Lajos (Id. Alexandre Dumas: A három testőr)
- Szása Zelenyin (Akszjonov: Kollégák)
- Roger (Salacrou: A túltisztességes asszony)
- Ferbois (Jacques Deval: A potyautas)
- Karandisev (Alekszandr Nyikolajevics Osztrovszkij: A hozomány nélküli menyasszony)
- Rezső (Kertész Imre: Cyrano házassága)
- Street (Priestley: Mr. Kettle és Mrs. Moon botrányos esete)
- Beöthy Kálmán (Berkesi András: Villa Bécs mellett)
- Fekete Hasszán (Heltai Jenő: Az ezerkettedik éjszaka)
- Talberg Vlagyimir (Bulgakov: Fehér karácsony)
- Posztó Barnabás (Babay József: Három szegény szabólegény)
- Simonffy Zoltán (Berkesi András: Viszontlátásra, Harangvirág!)
- Helyetteselnök (Kállai István: Keménykalaposok)
- Tarczali főnemes (Hegedüs Géza: Mátyás király Debrecenben)
- Elnök (Giraudoux: Párizs bolondja)
- Ulysses (Shakespeare: Troilus és Cressida)
- Heep (Charles Dickens: Copperfield Dávid)
- Szerémi Zoltán (Kállai István: A csodabogár)
- Emil (André: Lulu)
- Carlo Squatriglia (Luigi Pirandello: Csocsó)
- Bíró (Pirandello: Az őrdöngős)
- Bodor Ernő (Németh László: A nagy család)
- Forlipopoli (Carlo Goldoni: A fogadósné)
- Dr. Telsinszky Péter (Berkesi András: Thomson kapitány)
- Ede (Kopányi György: Neveletlen példakép)
- Gellért (Gabányi Árpád: Aba Sámuel király)
- Pantalone de Bisognosi (Carlo Goldoni: Két úr szolgája)
- Landesqenet (Gavault–Charvay: Valami mindig közbejön)
- XIII. kétségbeesett Boldizsár király (Romhányi József: Hamupipőke)
- Ljova (Rozov: A futópályán)
- Oscar (Kerr: Mary, Mary)
- Szilágyi professzor (Székely–Mikszáth: A két koldusdiák)
- Barát; Ács; Januarius (Chaucer: Canterbury mesék)
- Dr. Péter (Molnár Ferenc: Harmónia)
- Maccario (Carlo Goldoni: Szmirnai komédiások)
- Tanácsnok (Jevgenyij Lvovics Svarc: Hókirálynő)
- Sztyeklov (Satrov: Merénylet)
- Roat (Knott: Várj, amíg sötét lesz)
- Csóti (Tabi László: Karikacsapás)
- Tábori Máté (Berkesi András: A tizenharmadik ügynök)
- Alvásmester (Romhányi József: Csipkerózsika)
- A járókelő (Roscsin: Egy fiú meg egy lány)
- Dermond Gibbon (Leonard: Motel a hegyen)
- Zsukovszkij (Korosztiljov: A kőszobor léptei)
- Püspök (Suassuna: A kutya testamentuma)
- Szilvai professzor (Szigligeti Ede: Liliomfi)
- Félix (Braginszkij–Rjazanov: Ma éjjel megnősülök!)
- Simon (Plautus: Táncoló kísértetek)
- Énekes (Kohlhaase–Zimmer: Hal négyesben)
- Zughy (Csiky Gergely: Kaviár)
- Silány (Shakespeare: A windsori víg asszonyok)
- Louvois (Kardos G. György: Villon és a többiek)
- Pribiljev (Skvarkin: Próbababa)
- Günther báró (Sütő András: Egy lócsiszár virágvasárnapja)
- Tigris Brown (Bertolt Brecht: Koldusopera)
- Sir Francis Walsingham (Bolt: Éljen a királynő!)
- Dorante (Molière: Jourdain úr)
- Henry B. Wymark (Broke–Bannerman: Weekend a tengerparton)
- Baxter (Grochowiak: Őrült Gréta)
- Harlamov (Száraz György: Megoldás)
- Célimare (Eugène Labiche: Mézeshét)
- Michael (Aljosin: Anna őfelsége)
- Holló Samu (Száraz György: Ítéletidő)
- Elnök (Csurka István: LSD)
- Earl (Szerb Antal: Éjféli lovas)
- Gennaro Palotta (Scarnicci–Tarabusi: A csodák Nápolyban születnek)
- Bagoly (Alan Alexander Milne: Micimackó)
- Heller Jenő (Maróti Lajos: Egy válás története)
- Alfieri (Arthur Miller: Pillantás a hídról)
- Rough (Hamilton: Gázláng)
- Báró Jankovits János (Békeffi István–Lajtai Lajos: A régi nyár)
- Willy (Bertolt Brecht: Mahagonny városának tündöklése és bukása)
- Elyot Chase (Noël Coward: Magánélet)
- A báró (Heltai Jenő: A tündérlaki lányok)
- Henri Grandin (Jack Popplewell–Robert Thomas: A hölgy fecseg és nyomoz)
- Fourageot (Gandillot: A kikapós patikárius)
- Zolika (Kaló Flórián: A kitaszított)
- Thisszaphernész (Gorin: Felejtsétek el Herosztratoszt!)
- Mark (Ayckbourn: Lépcsőnjáró szellemek)
- Tudorkin (Katajev: Bolond vasárnap)
- Kerekes (Nógrádi Gábor: Még ma!)
- Thomas (Agatha Christie: Eszményi gyilkos)
- Dr. Csapláros (Heltai Jenő: Naftalin)
- Nagyapa (Horváth Péter: Csao Bambino)
- Romberger (Lengyel Menyhért: A waterloo-i csata)

## Művei
- Gyilkosság a szeretetotthonban (színmű, 1989)
- A kitaszított (1987)
- Egyedül (1984)
- Pajzán históriák (1980)
- Mai történet (1976)
- Négyen éjfélkor (1976)

## Filmjei

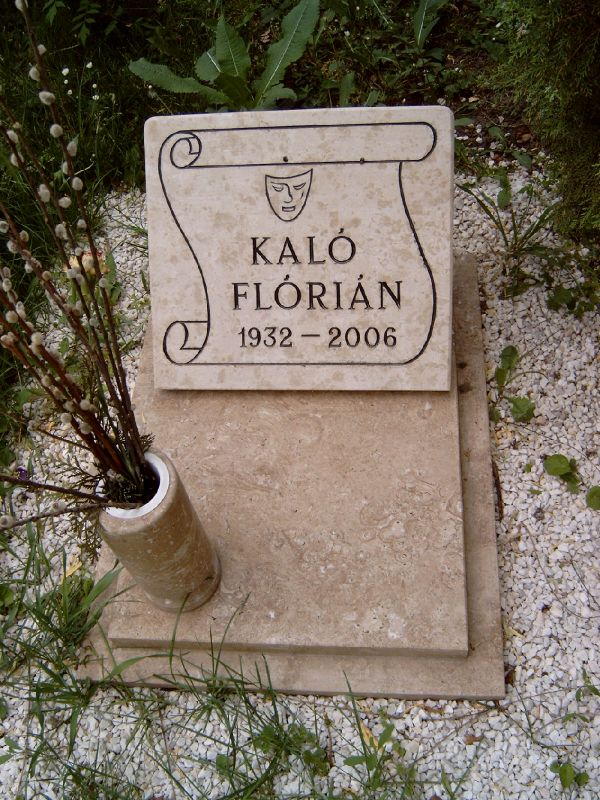
Kaló Flórián sírja Budapesten. Farkasréti temető: 60/4.

### Játékfilmek
- Kiskrajcár (1953)
- A Noszty fiú esete Tóth Marival (1960) – Kozsehuba
- Két emelet boldogság (1960) – Dr. Birkás Lajos
- Jó utat, autóbusz (1961)
- Megszállottak (1961) – Kriszt Dezső
- Mici néni két élete (1962) – Detektív
- Bálvány (1963) – Rádióriporter
- Meztelen diplomata (1963) – Rendőrhadnagy
- Párbeszéd (1963) – Lukács
- A férfi egészen más (1966) – Kolléga I.
- Minden kezdet nehéz 1-2. (1966)
- Történelmi magánügyek (1969) – TV riporter
- Lányarcok tükörben (1972) – Vendég a presszóban
- Live Show (1992)

### Tévéfilmek, televíziós sorozatok
- A felhők felett mindig süt a nap (1963)
- Felnőttek iskolája (1963)
- Az én kortársaim (1964)
- A dongó (1965) – Markó Viktor
- A nagy nő (1965) – Csobolya úr
- Tóbiás és a többiek (1965) – Pongo
- Nem vagyunk angyalok (1966) – Főmérnök
- Családi tűzhely (1967) – Takács doktor
- Ketten (1967) – Béla („Évforduló”)
- Oly korban élünk 1-5. (1967)
- Az aranykesztyű lovagjai 1-5. (1968) – Stafford, ügyészségi nyomozó (majd Rendőrszázados)
- Bözsi és a többiek (1969)
- A 0416-os szökevény (1970)
- Bors II. (1970) – Német rendőrfőnök
- Jövőbéli históriák (1970) – Nugent Miller
- Egy óra múlva itt vagyok… (1971) – Boleslaw Gorsky
- Heten, mint a gonoszok (1972) – Rezső
- A palacsintás király (1973) – Derelye főszakács
- Ficzek úr (1974)
- Gulliver a törpék országában (1974) – Reldrezai, kincstárnok
- Megtörtént bűnügyek 1-3. (1973) – Reményi Géza, könyvelő
- Nincs többé férfi (1975) – Gondnok
- Svédcsavar 1-3. (1975) – Krajczár
- Csaló az üveghegyen (1976) – Tulivári Piros király
- Inkognitóban Budapesten (1976)
- Le a cipővel! 1-2. (1976) – Kenderice Ákos
- Mesék az Ezeregyéjszakáról (1976) – Padmanaba
- Témák (1977)
- Vihar egy kalap körül (1977)
- A miniszterelnök (1978)
- Az elefánt (1978) – A személyzetis
- Nyaklánc (1978)
- A kisfiú meg az oroszlánok (1979) – Cirkuszigazgató
- Az emlékmű (1980)
- Buborékok (1983) – Hámor
- A béke szigete (1983) – Kelevéz
- Szellemidézés (1984) – Zudor Endre
- Kémeri 1-5. (1985) – Szárnysegéd
- A megoldás (1987) – Szuhotyin
- Motorbicikli (1987)
- A rablólovag (1988) – Mihály gróf
- Az angol királynő (1988) – Pulsztky Ferenc
- Találka Párizs mellett (1988) – Delachaume
- Nyomozás a Kleist-ügyben (1989)
- Forma-1 (1990) – Bernáth Ferenc

### Rajz- és bábfilmek
- Rémusz bácsi meséi (1967) – Róka (hang)
- Kérem a következőt! I-II. (1973-1974) – Kecske elnök; Sakál inas; Róka Prókátor (1-2. évadban) (hang)
- Mikrobi I. (1973) – Kristály elnök (hang)
- Süsü, a sárkány (1976-1984) – Kancellár (hang)
- Vízipók-csodapók II. (1980) – Lótücsök (hang)
- Misi Mókus kalandjai (1982) – Rókus mókus bácsi (hang)
- Csillagvitéz (1987) – Pap (hang)

## Szinkronszerepei

### Filmek
| Év   | Cím                                                                          | Szereplő                                 | Színész                  | Szinkron év |
| ---- | ---------------------------------------------------------------------------- | ---------------------------------------- | ------------------------ | ----------- |
| ?    | Még egyszer boldog új évet!                                                  | N/A                                      | N/A                      | 1988        |
| 1931 | Amerikai tragédia                                                            | Samuel Griffiths                         | Frederick Burton         | 1977        |
| 1933 | A kacsaleves                                                                 | Trentino, Sylvania nagykövete            | Louis Calhern            | 1981        |
| 1933 | Alice Csodaországban                                                         | N/A                                      | N/A                      | 1976        |
| 1934 | Charlie Chan Londonban                                                       | Geoffrey Richmond                        | Alan Mowbray             | 1985        |
| 1935 | Az egész város erről beszél                                                  | Healy                                    | Wallace Ford             | 1981        |
| 1935 | Blood kapitány                                                               | Levasseur                                | Basil Rathbone           | 1971        |
| 1935 | Botrány az operában                                                          | Polgármester                             | Purnell Pratt            | 1978        |
| 1937 | A nagyváros                                                                  | N/A                                      | N/A                      | 1966        |
| 1938 | Café de Paris                                                                | N/A                                      | N/A                      | 1973        |
| 1938 | Robin Hood kalandjai (1. magyar szinkron)                                    | N/A                                      | N/A                      | 1980        |
| 1938 | Saint-Agil-i menekültek (1. magyar szinkron)                                 | Mazeau, portás                           | Armand Bernard           | 1980        |
| 1939 | Acélkaraván                                                                  | N/A                                      | N/A                      | 1982        |
| 1939 | Hulló csillagok                                                              | N/A                                      | N/A                      | 1974        |
| 1941 | Aranypolgár (1. magyar szinkron)                                             | Walter Parks Thatcher                    | George Coulouris         | 1981        |
| 1941 | Nehéz professzornak lenni                                                    | N/A                                      | N/A                      | 1966        |
| 1942 | A szerelem kikötője                                                          | Nutsy                                    | Claude Rains             | 1977        |
| 1942 | Lenni vagy nem lenni (2. magyar szinkron)                                    | Alexander Siletsky professzor            | Stanley Ridges           | 1979        |
| 1943 | Társbérlet                                                                   | N/A                                      | N/A                      | 1965        |
| 1944 | Gázláng                                                                      | Maestro Mario Guardi                     | Emil Rameau              | 1978        |
| 1944 | Rettegett Iván                                                               | Kaspar von Oldenbock, livóniai nagykövet | Szemjon Tyimosenko       | 1964        |
| 1945 | Rettegett Iván                                                               | Kaspar von Oldenbock, livóniai nagykövet | Szemjon Tyimosenko       | 1964        |
| 1946 | A gyilkosok köztünk vannak                                                   | Bartolomaeus Timm                        | Albert Johannes          | 1964        |
| 1946 | Az élet csodaszép (1. magyar szinkron)                                       | Vámos                                    | Tom Fadden               | 1985        |
| 1947 | Bumeráng                                                                     | Jim Crossman                             | Philip Coolidge          | 1978        |
| 1947 | Eszményi férj (1. magyar szinkron)                                           | Arthur Goring vikomt                     | Michael Wilding          | 1962        |
| 1948 | Mexikói kalandos út                                                          | N/A                                      | N/A                      | 1976        |
| 1949 | Fiúk, lányok, kutyák                                                         | N/A                                      | N/A                      | 1981        |
| 1949 | Francis, a szamár                                                            | N/A                                      | N/A                      | 1973        |
| 1949 | Keserű rizs (1. magyar szinkron)                                             | N/A                                      | N/A                      | 1967        |
| 1951 | Az alattvaló                                                                 | N/A                                      | N/A                      | 1964        |
| 1951 | Válaszúton                                                                   | N/A                                      | N/A                      | 1965        |
| 1952 | A gőgös hercegnő                                                             | A kancellár                              | Milos Kopecký            | 1963        |
| 1952 | Élni                                                                         | N/A                                      | N/A                      | 1976        |
| 1952 | Ez mindenkivel megtörténhet                                                  | Paul Süsskind                            | Werner Fuetterer         | 1976        |
| 1952 | Királylány a feleségem                                                       | Houlette kapitány                        | Jean Parédès             | 1969        |
| 1953 | A három testőr (1. magyar szinkron)                                          | Warde gróf                               | Jean Parédès             | 1986        |
| 1953 | A kis Muck története (2. magyar szinkron)                                    | Iskolamester                             | Wolf von Beneckendorff   | 1978        |
| 1953 | Két éjszaka Kleopátrával                                                     | Tortul                                   | Paul Muller              | 1981        |
| 1953 | Meggyónom (1. magyar szinkron)                                               | Esküdtszék tagja                         | N/A                      | 1984        |
| 1953 | Tokiói történet (1. magyar szinkron)                                         | N/A                                      | N/A                      | 1976        |
| 1953 | Viharok                                                                      | N/A                                      | N/A                      | 1964        |
| 1954 | A Ricordi-ház                                                                | ?                                        | ?                        | 1967        |
| 1954 | Kenyér, szerelem, féltékenység                                               | Karmester                                | N/A                      | 1978        |
| 1954 | Luxustutajon                                                                 | N/A                                      | N/A                      | 1964        |
| 1954 | Mulató a Montmartre-on (első-két magyar szinkron)                            | Coudrier                                 | Jean Parédès             | 1968        |
| 1954 | Mulató a Montmartre-on (első-két magyar szinkron)                            | Coudrier                                 | Jean Parédès             | 1980        |
| 1955 | Csalók                                                                       | N/A                                      | N/A                      | 1969        |
| 1955 | Fogjunk tolvajt! (1. magyar szinkron)                                        | H. H. Hughson                            | John Williams            | 1984        |
| 1955 | Kábítószer-razzia                                                            | N/A                                      | N/A                      | 1963        |
| 1956 | Amikor a megbocsátás bűn                                                     | Joseph Ansaldi                           | Jean Rigaux              | 1963        |
| 1956 | Átkozott kölyök                                                              | N/A                                      | N/A                      | 1971        |
| 1956 | Benny Goodman                                                                | N/A                                      | N/A                      | 1972        |
| 1957 | A meztelen igazság (1. magyar szinkron)                                      | Cedric Bastable tiszteletes              | Miles Malleson           | 1983        |
| 1957 | Tricikli                                                                     | N/A                                      | N/A                      | 1978        |
| 1958 | Folytassa, nővér!                                                            | Jack Bell                                | Leslie Phillips          | 1980        |
| 1958 | Légy szép és tartsd a szád! (első-két magyar szinkron)                       | Jerome felügyelő                         | Darry Cowl               | 1964        |
| 1958 | Légy szép és tartsd a szád! (első-két magyar szinkron)                       | Monsieur Raphael                         | René Lefèvre             | 1986        |
| 1959 | A kis Bobby                                                                  | Gregory Mason                            | Lionel Jeffries          | 1969        |
| 1959 | A tűzszerszám                                                                | A fösvény                                | Heinz Schubert           | 1970        |
| 1959 | Ballada egy rossz emberről                                                   | Von Zigler báró                          | Mischa Auer              | 1969        |
| 1960 | A Pokoltüze-klub                                                             | N/A                                      | N/A                      | 1968        |
| 1960 | Ember a Holdon                                                               | N/A                                      | N/A                      | 1978        |
| 1960 | Fekete szombat                                                               | N/A                                      | N/A                      | 1967        |
| 1960 | Iskolatársak voltunk                                                         | Dr. Lerch                                | Robert Graf              | 1961        |
| 1960 | Lőj a zongoristára!                                                          | Chico Saroyan                            | Albert Rémy              | 1974        |
| 1960 | Psycho                                                                       | George Lowery                            | Vaughn Taylor            | 1984        |
| 1960 | Szeressünk!                                                                  | George Wales                             | Wilfrid Hyde-White       | 1995        |
| 1960 | Urak szövetsége                                                              | N/A                                      | N/A                      | 1967        |
| 1961 | A gyanúsított                                                                | Frank Murray                             | Michael Coles            | 1964        |
| 1961 | A gyilkos                                                                    | N/A                                      | N/A                      | 1964        |
| 1961 | A két ’N’ úr                                                                 | N/A                                      | N/A                      | 1962        |
| 1961 | A szép amerikai                                                              | Alfred                                   | Alfred Adam              | 1962        |
| 1961 | A világ minden aranya (2. magyar szinkron)                                   | TV-műsorvezető                           | N/A                      | 1983        |
| 1961 | Az áldozat közbeszól                                                         | Tschhammer                               | Jürgen Frohriep          | 1963        |
| 1961 | Az elnök                                                                     | N/A                                      | N/A                      | 1977        |
| 1961 | Az utcák emlékeznek                                                          | N/A                                      | N/A                      | 1964        |
| 1961 | Csak ketten játszhatják (1. és 3. magyar szinkron)                           | N/A                                      | N/A                      | 1962        |
| 1961 | Csak ketten játszhatják (1. és 3. magyar szinkron)                           | Vernon                                   | Raymond Huntley          | 1983        |
| 1961 | Egy év kilenc napja                                                          | Nyikolaj Ivanovics fizikus               | Jevgenyij Jevsztyignyeev | 1962        |
| 1961 | Ítélet Nürnbergben (1. magyar szinkron)                                      | Tiszt                                    | N/A                      | 1965        |
| 1961 | Kettős ágy                                                                   | Jack                                     | Ian Carmichael           | 1964        |
| 1961 | Makrancos hölgy                                                              | Hortensio                                | Mark Percovszkij         | 1962        |
| 1961 | Malachiás csodája                                                            | N/A                                      | N/A                      | 1962        |
| 1961 | Pooley katona esküje                                                         | N/A                                      | N/A                      | 1962        |
| 1961 | Reszkessen, aki él!                                                          | Guy Broughton                            | Dennis Price             | 1979        |
| 1961 | Szabálytalan bűntény                                                         | Cowley felügyelő                         | Allan Cuthbertson        | 1965        |
| 1961 | Vadállatok a fedélzeten (magyar szinkron)                                    | Ügynök                                   | Nyikolaj Volkov          | 1976        |
| 1962 | A benzinkút hercegnője                                                       | Tarasz                                   | Alekszej Kozsevnyikov    | 1963        |
| 1962 | A törvény balkeze (első-két magyar szinkron)                                 | Pearly bandájának tagja                  | N/A                      | 1964        |
| 1962 | A törvény balkeze (első-két magyar szinkron)                                 | Ideges O’Toole                           | Bernard Cribbins         | 1984        |
| 1962 | A vesztes nyer                                                               | N/A                                      | N/A                      | 1964        |
| 1962 | Az epsomi úriember                                                           | Szakács a TV-ben                         | N/A                      | 1980        |
| 1962 | Ez is szerelem                                                               | N/A                                      | N/A                      | 1962        |
| 1962 | Francia kandalló mellett                                                     | Gerard                                   | Gerry Wolff              | 1963        |
| 1962 | Ketten a túlvilágról                                                         | N/A                                      | N/A                      | 1963        |
| 1962 | Lélekmentők társasága                                                        | Dandy Forsdyke                           | Leslie Phillips          | 1966        |
| 1962 | Torreádor-keringő (1. magyar szinkron)                                       | N/A                                      | N/A                      | 1966        |
| 1963 | Álomjáték                                                                    | N/A                                      | N/A                      | 1968        |
| 1963 | Banánhéj (1. magyar szinkron)                                                | Paul Reynaldo                            | Jean-Pierre Marielle     | 1974        |
| 1963 | Egy ember ára                                                                | Fogorvos                                 | Frank Windsor            | 1964        |
| 1963 | Elcsábítva és elhagyatva                                                     | A bíró                                   | Attilio Martella         | 1964        |
| 1963 | Három nővér                                                                  | Kuligin                                  | John Wood                | 1967        |
| 1963 | Jebal Deeks bosszúja                                                         | N/A                                      | N/A                      | 1969        |
| 1963 | Keserű aratás                                                                | N/A                                      | N/A                      | 1966        |
| 1963 | Kitüntetés a csodagyerekeknek                                                | N/A                                      | N/A                      | 1964        |
| 1963 | Minna von Barnhelm                                                           | Riccaut                                  | Theo Lingen              | 1967        |
| 1963 | Moszkvai séta (1. magyar szinkron)                                           | N/A                                      | N/A                      | 1964        |
| 1963 | Rózsaszín párduc 1.: A Rózsaszín Párduc (első-két magyar szinkron)           | Sir Charles Litton                       | David Niven              | 1977        |
| 1963 | Rózsaszín párduc 1.: A Rózsaszín Párduc (első-két magyar szinkron)           | Sir Charles Litton                       | David Niven              | 1989        |
| 1963 | Vízkereszt, vagy amit akartok                                                | Malvolio                                 | Peter Lühr               | 1975        |
| 1964 | A tábornok kutyája                                                           | Pfeiffer                                 | Robert Graf              | 1973        |
| 1964 | Az aranycsempész (1. magyar szinkron)                                        | A bejruti kikötő embere                  | Fernando Rey             | 1975        |
| 1964 | Címe még nincs…                                                              | Egy agyondolgoztatott dramaturg          | Fred Düren               | 1965        |
| 1964 | Cyrano és D’Artagnan (1. magyar szinkron)                                    | XIII. Lajos király                       | Philippe Noiret          | 1982        |
| 1964 | Hamlet                                                                       | Guildenstern                             | Vagyim Medvegyev         | 1964        |
| 1964 | Kemény fickók                                                                | N/A                                      | N/A                      | 1978        |
| 1964 | Mary Poppins                                                                 | Albert bácsi                             | Ed Wynn                  | 1986        |
| 1964 | Melyik úton járjak? (1. magyar szinkron)                                     | N/A                                      | N/A                      | 1976        |
| 1964 | My Fair Lady                                                                 | Lord Boxington                           | N/A                      | 1986        |
| 1964 | Nyugodj meg, kedves! (2. magyar szinkron)                                    | David Kouglov professzor                 | Jean-Pierre Marielle     | 1986        |
| 1965 | A hős, aki fél                                                               | N/A                                      | N/A                      | 1966        |
| 1965 | Akasztottak erdeje                                                           | Katonai ügyész                           | Constantin Brezeanu      | 1965        |
| 1965 | Azok a csodálatos férfiak a repülő masináikban                               | Courtney                                 | Eric Sykes               | 1977        |
| 1965 | Bolondok hajója (első-két magyar szinkron)                                   | Freytag                                  | Alf Kjellin              | 1969        |
| 1965 | Bolondok hajója (első-két magyar szinkron)                                   | Freytag                                  | Alf Kjellin              | 1976        |
| 1965 | Futballcsapat                                                                | N/A                                      | N/A                      | 1968        |
| 1965 | Rigócsőr királyfi                                                            | N/A                                      | N/A                      | 1968        |
| 1965 | Szemet szemért                                                               | Főispán                                  | Ctibor Filčík            | 1967        |
| 1965 | Szüzet a hercegnek!                                                          | N/A                                      | N/A                      | 1976        |
| 1965 | Verseny a javából                                                            | Henry Goodbody                           | Arthur O’Connell         | 1977        |
| 1965 | Vidám hétvége                                                                | N/A                                      | N/A                      | 1967        |
| 1966 | A bűntény majdnem sikerült                                                   | Újságíró                                 | N/A                      | 1968        |
| 1966 | A tábornokok éjszakája                                                       | Morand felügyelő                         | Philippe Noiret          | 1983        |
| 1966 | Árnyak a Notre Dame felett                                                   | Rochambeaux biztos                       | Herbert Köfer            | 1971        |
| 1966 | Egyedül volt                                                                 | Dr. Freese                               | Horst Drinda             | 1969        |
| 1966 | Egymillió karátos ötlet, avagy a Róka nyomában (1. magyar szinkron)          | Detektív #1                              | Tiberio Murgia           | 1978        |
| 1966 | Főnök inkognitóban                                                           | Főpincér                                 | Pierre Tornade           | 1983        |
| 1966 | Hölgyeké az elsőbbség                                                        | Carlos                                   | Juanjo Menéndez          | 1975        |
| 1966 | Madarak és ragadozómadarak                                                   | Mérnök                                   | Ricardo Redi             | 1977        |
| 1966 | Modesty Blaise                                                               | Sir Gerald Tarrant                       | Harry Andrews            | 1978        |
| 1967 | Cézár és a detektívek                                                        | Mechúrik                                 | Václav Lohniský          | 1970        |
| 1967 | Dorellik jön!                                                                | Saval felügyelő                          | Alfred Adam              | 1968        |
| 1967 | IV. Henrik                                                                   | Tito Belcredi báró                       | Horst Tappert            | 1968        |
| 1967 | Mezítláb a parkban (1. magyar szinkron)                                      | Harry Pepper, telefonszerelő             | Herb Edelman             | 1969        |
| 1967 | Pavoncello                                                                   | Emelyanov                                | Michal Pawlicki          | 1968        |
| 1967 | Rakéta a Holdra                                                              | Sir Charles Dillworthy                   | Lionel Jeffries          | 1979        |
| 1968 | A banditák hálójában                                                         | N/A                                      | N/A                      | 1976        |
| 1968 | Az Angyal elrablása (1. magyar szinkron)                                     | Frug                                     | Philip Locke             | 1978        |
| 1968 | Az Angyal – VI/15-16. rész: Az Angyal vérbosszúja 1-2. (2. magyar szinkron)  | Marco Ponti                              | George Pastell           | 1978        |
| 1968 | Die Lederstrumpferzählungen – 4. rész: A préri                               | Dr. Battius                              | Gabriel Gascon           | 1971        |
| 1968 | Feketeszakáll szelleme                                                       | N/A                                      | N/A                      | 1970        |
| 1968 | Galileo Galilei                                                              | N/A                                      | N/A                      | 1969        |
| 1968 | Hétszer hét                                                                  | Főpincér                                 | N/A                      | 1970        |
| 1968 | Oliver                                                                       | Sowerberry                               | Leonard Rossiter         | 1980        |
| 1968 | Ördögöt a farkánál (1. magyar szinkron)                                      | Georges gróf                             | Jean Rochefort           | 1978        |
| 1968 | Pajzs és kard                                                                | N/A                                      | N/A                      | 1968        |
| 1968 | Pasas a tönk szélén                                                          | Léon Brunet                              | Maurice Garrel           | 1982        |
| 1969 | A nagy láng                                                                  | Garfield                                 | Michael Forrest          | 1973        |
| 1969 | Elátkozottak (1. magyar szinkron)                                            | N/A                                      | N/A                      | 1973        |
| 1969 | Fogd a pénzt és fuss!                                                        | A pszichiáter                            | Dan Frazer               | 1982        |
| 1969 | Frank Mannata igaz története                                                 | Temple szenátor                          | Armando Calvo            | 1986        |
| 1969 | Queimada (1. magyar szinkron)                                                | Shelton                                  | Norman Hill              | 1977        |
| 1969 | Volt egyszer egy kislány                                                     | N/A                                      | N/A                      | 1975        |
| 1970 | A 22-es csapdája (1. magyar szinkron)                                        | Öcs                                      | Richard Libertini        | 1972        |
| 1970 | A goloszejevi erdő                                                           | Rudolf                                   | Arkagyij Gasinszkij      | 1972        |
| 1970 | A vörös kör (1. magyar szinkron)                                             | Igazgató                                 | René Berthier            | 1986        |
| 1970 | Dráma a vadászaton                                                           | Orvos                                    | Alekszandr Grave         | 1975        |
| 1970 | Élt egyszer egy énekes rigó                                                  | Karmester                                | N/A                      | 1976        |
| 1970 | Esténként a kormoránok rikácsolnak a dzsunkák felett                         | Krüger                                   | Paul Meurisse            | 1982        |
| 1970 | Fehérmellényes urak                                                          | N/A                                      | N/A                      | 1977        |
| 1970 | Love Story                                                                   | III. Oliver Barrett                      | Ray Milland              | 1989        |
| 1970 | Szakítani nehéz                                                              | Bouzin                                   | Robert Hirsch            | 1978        |
| 1971 | A család őrangyala                                                           | ?                                        | ?                        | 1977        |
| 1971 | A svéd asszony                                                               | Gyártulajdonos                           | Willy Peters             | 1973        |
| 1971 | Az Anderson-magnószalagok                                                    | Longene                                  | Norman Rose              | 1979        |
| 1971 | Egy marék dinamit (1. magyar szinkron)                                       | Pap                                      | Jean Rougeul             | 1984        |
| 1971 | Folytassa, ahogy tetszik! (1. magyar szinkron)                               | N/A                                      | N/A                      | 1981        |
| 1971 | Folytassa, Henry! (1. magyar szinkron)                                       | Guy Fawkes                               | Bill Maynard             | 1981        |
| 1971 | Mária, a skótok királynője (első-két magyar szinkron)                        | Francois de Giuse herceg                 | Vernon Dobtcheff         | 1973        |
| 1971 | Mária, a skótok királynője (első-két magyar szinkron)                        | Knox                                     | Robert James             | 1979        |
| 1971 | Sztrogoff Mihály                                                             | Harry Blount                             | Christian Marin          | 1972        |
| 1971 | Twiggy, a sztár                                                              | Percy Parkhill / Percy Browne            | Bryan Pringle            | 1982        |
| 1971 | Vujic tanár úr kalapja                                                       | N/A                                      | N/A                      | 1975        |
| 1972 | A jelölt                                                                     | TV-bemondó                               | N/A                      | 1983        |
| 1972 | A Poszeidon katasztrófa (1. magyar szinkron)                                 | James Martin                             | Red Buttons              | 1995        |
| 1972 | Az ötös számú vágóhíd (1. magyar szinkron)                                   | N/A                                      | N/A                      | 1979        |
| 1972 | Balszerencsés Alfréd (1. magyar szinkron)                                    | Vizsgáztató                              | Jean Obé                 | 1974        |
| 1972 | Égő hó                                                                       | Szemjon Ivanovics                        | Lev Zolotuhin            | 1974        |
| 1972 | Életünk legszebb napja                                                       | Bíró                                     | William Schallert        | 1974        |
| 1972 | Merénylők                                                                    | N/A                                      | N/A                      | 1974        |
| 1972 | San Francisco utcáin – I/1. rész: Harminc évi szolgálat (1. magyar szinkron) | Joseph Beemer                            | David Opatoshu           | 1978        |
| 1972 | Szalad, szalad a külváros                                                    | N/A                                      | N/A                      | 1974        |
| 1973 | A hosszú búcsú                                                               | Herbie, a pincér                         | Herb Kerns               | 1974        |
| 1973 | Barátságos arcot kérek!                                                      | N/A                                      | N/A                      | 1975        |
| 1973 | De hová tűnt a 7. század?                                                    | Tábornok                                 | N/A                      | 1976        |
| 1973 | Kényes egyensúly (1. magyar szinkron)                                        | Harry                                    | Joseph Cotten            | 1984        |
| 1973 | Két férfi a városban (1. magyar szinkron)                                    | A bíró                                   | Jacques Rispal           | 1974        |
| 1973 | Mlácen úr harangjai                                                          | Mlácen úr                                | Josef Kemr               | 1977        |
| 1973 | Penny Gold                                                                   | Sir Robert Hampton                       | John Savident            | 1974        |
| 1973 | Vadnyugat                                                                    | N/A                                      | N/A                      | 1976        |
| 1974 | A keresztapa II. (1. magyar szinkron)                                        | N/A                                      | N/A                      | 1983        |
| 1974 | A négy muskétás, avagy a lepel lehull (1. magyar szinkron)                   | N/A                                      | N/A                      | 1977        |
| 1974 | A négy muskétás, avagy majd mi megmutatjuk, bíboros úr! (1. magyar szinkron) | N/A                                      | N/A                      | 1977        |
| 1974 | Hogyan fojtsuk vízbe, avagy kétéltűek tündöklése és bukása                   | Alois „Lojzik”                           | Zdeněk Řehoř             | 1976        |
| 1974 | Holtbiztos tipp                                                              | Lodge                                    | Julian Glover            | 1982        |
| 1974 | Joachim, dobd a gépbe! (1. magyar szinkron)                                  | Chocholousek doktor                      | Václav Lohniský          | 1976        |
| 1974 | Rózsaszín párduc 3.: A Rózsaszín Párduc visszatér (1. magyar szinkron)       | Recepciós                                | Victor Spinetti          | 1983        |
| 1974 | Szenzáció! (1. magyar szinkron)                                              | Schwartz                                 | Herb Edelman             | 1980        |
| 1975 | A Keselyű három napja (1. magyar szinkron)                                   | G. Joubert                               | Max von Sydow            | 1978        |
| 1975 | A Montmartre-i ibolya                                                        | Giuseppe Frascatti                       | Vlagyimir Baszov         | 1978        |
| 1975 | A szerelem rabja (1. magyar szinkron)                                        | Szavva Jakovlevics Juzsakov, producer    | Oleg Baszilasvili        | 1977        |
| 1975 | Akasztani való bolond nő                                                     | S. Rosenfeld doktor                      | Jean Bouise              | 1977        |
| 1975 | Éjfélkor indul útjára a gyönyör (1. magyar szinkron)                         | Bírósági tag                             | N/A                      | 1975        |
| 1975 | Felkelők álruhában                                                           | Lelkész                                  | Wolfgang Greese          | 1976        |
| 1975 | Férfiak póráz nélkül                                                         | Ambrosio ezredes, Titti apja             | Giorgio Iovine           | 1978        |
| 1975 | Házasság női módra                                                           | Seidel                                   | Paul Arenkens            | 1979        |
| 1975 | Hókirálynő                                                                   | Király                                   | Willy Henning            | 1980        |
| 1975 | Lépés egymás felé                                                            | N/A                                      | N/A                      | 1979        |
| 1975 | Lloyd George járt minálunk                                                   | Hubert Boothroyd                         | George Cole              | 1978        |
| 1975 | Mese a katonáról és a kígyóról                                               | N/A                                      | N/A                      | 1978        |
| 1975 | Sheila meghalt, és New Yorkban él                                            | N/A                                      | N/A                      | 1981        |
| 1975 | Szót kérek                                                                   | Pjotr Vasziljevics Altuhov               | Leonyid Bronyevoj        | 1978        |
| 1975 | Veszélyesen élni (1. magyar szinkron)                                        | N/A                                      | N/A                      | 1986        |
| 1975 | Zsarutörténet (1. magyar szinkron)                                           | Saint-Appoline Hotel tulajdonosa         | Maurice Biraud           | 1976        |
| 1976 | Az ártatlan (1. magyar szinkron)                                             | Stefano Egano gróf                       | Massimo Girotti          | 1979        |
| 1976 | Blöff (1. magyar szinkron)                                                   | Börtönigazgató                           | Ugo Bologna              | 1977        |
| 1976 | Egy deci bátorítónak                                                         | Fegya                                    | Boriszlav Brondukov      | 1980        |
| 1976 | Fehér telefonok                                                              | Scandiani, a rendező                     | N/A                      | 1979        |
| 1976 | Kiváló holttestek                                                            | N/A                                      | N/A                      | 1977        |
| 1976 | Muppet Show – I/13. rész: Bruce Forsyth                                      | Bruce Forsyth                            | Bruce Forsyth            | 1980        |
| 1977 | A Tichborne-ügy                                                              | Hopkins                                  | Brian Blain              | 1979        |
| 1977 | Airport ’77 (1. magyar szinkron)                                             | Martin Wallace                           | Christopher Lee          | 1986        |
| 1977 | Az utolsó detektív                                                           | George Dettler                           | Donald Pleasence         | 1983        |
| 1977 | Csillagok háborúja IV. – Egy új remény (1. magyar szinkron)                  | Jan Dodonna tábornok                     | Alex McCrindle           | 1984        |
| 1977 | Egy született komikus                                                        | Mison professzor                         | Raymond Devos            | 1982        |
| 1977 | Gulliver utazásai (1. magyar szinkron)                                       | Részeges férfi (hang)                    | N/A                      | 1977        |
| 1977 | Hopp, itt a majom                                                            | N/A                                      | N/A                      | 1980        |
| 1977 | Lidércnyomás                                                                 | N/A                                      | N/A                      | 1979        |
| 1978 | 39 lépcsőfok (1. magyar szinkron)                                            | Bíró                                     | Robert Flemyng           | 1985        |
| 1978 | A nyomorultak                                                                | N/A                                      | N/A                      | 1985        |
| 1978 | A tenger meggyilkolása                                                       | N/A                                      | N/A                      | 1980        |
| 1978 | Akit Buldózernek hívtak                                                      | Osvaldo                                  | Renato Chiantoni         | 1982        |
| 1978 | Államérdek                                                                   | Hadügyminiszter                          | Hubert Gignoux           | 1979        |
| 1978 | Háromkirályok ajándéka                                                       | William Schuyler                         | Donald Moffat            | 1982        |
| 1978 | Ki öli meg Európa nagy konyhafőnökeit? (1. magyar szinkron)                  | Saint-Juste                              | Daniel Emilfork          | 1979        |
| 1978 | Különös meglepetés                                                           | Jack MacCampbell                         | Karl Lieffen             | 1982        |
| 1978 | Minden lehetséges                                                            | Musciello                                | Walter Langer            | 1983        |
| 1978 | Mit csinálsz velem, ha elkapsz?                                              | N/A                                      | N/A                      | 1984        |
| 1978 | Oliver története                                                             | III. Oliver Barrett                      | Ray Milland              | 1991        |
| 1978 | Rózsaszín párduc 5.: A Rózsaszín Párduc bosszúja (1. magyar szinkron)        | Rendőrfelügyelő                          | Douglas Wilmer           | 1989        |
| 1978 | Szegény kis éhenkórász                                                       | N/A                                      | N/A                      | 1981        |
| 1978 | Vízimese (1. magyar szinkron)                                                | Szőr Tódor                               | David Tomlinson          | 1982        |
| 1979 | A róka szemében                                                              | N/A                                      | N/A                      | 1984        |
| 1979 | Az éneklő kutya                                                              | N/A                                      | N/A                      | 1980        |
| 1979 | Az erőszak íze                                                               | Paul Underwood                           | John McIntire            | 1988        |
| 1979 | Ég és föld között                                                            | N/A                                      | N/A                      | 1982        |
| 1979 | Egy ágy, tele vendéggel                                                      | Hans-Dieter                              | Reinhard Glemnitz        | 1983        |
| 1979 | I, mint Ikarusz                                                              | Hugues Adler                             | Jean Obé                 | 1981        |
| 1979 | Kramer kontra Kramer (1. magyar szinkron)                                    | Gressen                                  | Bill Moor                | 1981        |
| 1980 | A kristálytükör meghasadt (1. magyar szinkron)                               | Barnsby (Éjféli gyilkosság)              | John Bennett             | 1985        |
| 1980 | A nagymama receptjei                                                         | N/A                                      | N/A                      | 1985        |
| 1980 | Athéni Timon                                                                 | Kereskedő                                | Tony Jay                 | 1983        |
| 1980 | Egy pár cipő                                                                 | Eamon O’Brien atya                       | David Kelly              | 1988        |
| 1980 | Borivoje Surdilovic kalandos élete                                           | N/A                                      | N/A                      | 1982        |
| 1980 | Gideon trombitája                                                            | N/A                                      | N/A                      | 1985        |
| 1980 | Oblomov néhány napja                                                         | A báró                                   | Gleb Sztrizsenov         | 1983        |
| 1980 | Szabadlábon Velencében                                                       | Börtönigazgató                           | David Gabison            | 1981        |
| 1980 | Táncoslábú tiszteletes                                                       | Vendég az étteremben                     | N/A                      | 1986        |
| 1981 | A jogosítvány                                                                | Penicka                                  | Lubomír Lipský           | 1984        |
| 1981 | Alberta és Alice                                                             | N/A                                      | N/A                      | 1985        |
| 1981 | Balfácán                                                                     | Alexandre Bens                           | Michel Robin             | 1983        |
| 1981 | Bizonyíték híján                                                             | N/A                                      | N/A                      | 1985        |
| 1981 | Egy zsaru bőréért (1. magyar szinkron)                                       | Kasper                                   | Xavier Depraz            | 1982        |
| 1981 | Életünket és vérünket                                                        | N/A                                      | N/A                      | 1986        |
| 1981 | Ez igen! (1. magyar szinkron)                                                | Lincoln elnök                            | Fred Gwynne              | 1983        |
| 1981 | Szerelmi lázálom                                                             | N/A                                      | N/A                      | 1986        |
| 1981 | Talpig olajban                                                               | Bernard Bérian                           | Henri Guybet             | 1983        |
| 1982 | A kék váza rejtélye                                                          | Dr. Lavington                            | Michael Aldridge         | 1984        |
| 1982 | A titokzatos idegen                                                          | Hans Katzenyammer                        | Herbert Fux              | 1988        |
| 1982 | A windsori víg nők                                                           | Caius doktor                             | Michael Bryant           | 1985        |
| 1982 | Éden boldog-boldogtalannak                                                   | N/A                                      | N/A                      | 1985        |
| 1982 | Gandhi                                                                       | Bíró                                     | Gerald Sim               | 1984        |
| 1982 | Halálcsapda                                                                  | Seymour Starger                          | Joe Silver               | 1984        |
| 1982 | Halló, halló! (1. magyar szinkron)                                           | René François Artois, francia vendéglős  | Gorden Kaye              | 1987        |
| 1982 | Reggeli az ágyban                                                            | N/A                                      | N/A                      | 1985        |
| 1982 | Tűtorony                                                                     | Maronzella                               | Peter Donat              | 1982        |
| 1983 | A három obsitos                                                              | N/A                                      | N/A                      | 1985        |
| 1983 | Edith és Marcel                                                              | N/A                                      | N/A                      | 1990        |
| 1983 | Háborús játékok (1. magyar szinkron)                                         | Dr. Stephen Falken                       | John Wood                | 1988        |
| 1984 | A genfi Dr. Fischer                                                          | Belmont                                  | David de Keyser          | 1987        |
| 1984 | Az utolsó csillagharcos                                                      | Enduran                                  | Kay E. Kuter             | 1988        |
| 1984 | Krimileckék – 11. rész                                                       | Harry                                    | Hans Helmut Dickow       | 1986        |
| 1984 | Nincs kettő négy nélkül                                                      | Doktor                                   | Dennis Bourke            | 1986        |
| 1984 | Sok hűhó semmiért                                                            | Don John                                 | Vernon Dobtcheff         | 1987        |
| 1984 | Swann szerelme                                                               | Aime                                     | Jean-Pierre Coffe        | 1985        |
| 1985 | Vérbeli sztár                                                                | Ray Malcolm                              | Ian Richardson           | 1989        |
| 1986 | Érints meg és menj!                                                          | Pincér                                   | Earl Boen                | 1988        |
| 1987 | Különös táj                                                                  | Friedrich Hofreiter                      | Michel Piccoli           | 1991        |
| 1987 | Összeesküvés – A chicagói nyolcak pere                                       | David Dellinger                          | Peter Boyle              | 1990        |
| 1988 | Az örök megbízható                                                           | Phipps                                   | Paxton Whitehead         | 1991        |
| 1988 | Császármetszés                                                               | Rozmaryn                                 | Krzysztof Kowalewski     | 1991        |
| 1988 | Münchausen báró kalandjai (1. magyar szinkron)                               | Berthold                                 | Eric Idle                | 1991        |
| 1988 | Vörös zsaru                                                                  | Lou Donnelly parancsnok                  | Peter Boyle              | 1989        |
| 1989 | A KAL 007-es járat (1. magyar szinkron)                                      | N/A                                      | N/A                      | 1991        |
| 1990 | Az Operaház fantomja                                                         | Cholet                                   | Ian Richardson           | 1992        |
| 1990 | Fracassa kapitány                                                            | Matamore                                 | Jean-François Perrier    | 1993        |
| 1991 | Mindenki fogja a magáét!                                                     | N/A                                      | N/A                      | 1992        |
| 1992 | Kötelező táncok                                                              | Doug Hastings                            | Barry Otto               | 1994        |

### Sorozatok
| Év        | Cím                                      | Szereplő                                | Színész             | Szinkron év |
| --------- | ---------------------------------------- | --------------------------------------- | ------------------- | ----------- |
| 1963      | Maigret felügyelő IV.                    | Marco Palmieri                          | Ferdy Mayne         | 1973        |
| 1967      | Támadás egy idegen bolygóról II.         | Allen Slater                            | Harold Gould        | 1979        |
| 1968      | Az ükhadsereg I.                         | Joe Walker közlegény                    | James Beck          | 1976        |
| 1968-1970 | A buszon I-IV. (1. magyar szinkron)      | Arthur Rudge                            | Michael Robbins     | 1973        |
| 1969      | Tau bácsi I.                             | Igazgató (+ Versényi László)            | N/A                 | 1980        |
| 1971      | A juharlevél                             | Jacques Cartier                         | Léo Ilial           | 1976        |
| 1971      | A juharlevél                             | Jobin                                   | Yvan Canuel         | 1976        |
| 1971      | Porlepte históriák                       | N/A                                     | N/A                 | 1973        |
| 1973      | A tavasz tizenhét pillanata              | Guesmann (+ Kránitz Lajos)              | Alekszej Ejbozsenko | 1974        |
| 1973      | A tavasz tizenhét pillanata              | Gaevernitz (+ Végvári Tamás)            | Valentyin Gaft      | 1974        |
| 1973      | Arsène Lupin II.                         | Dreux-Soubise                           | Bernard Dhéran      | 1976        |
| 1973      | Kojak I. (1. magyar szinkron)            | ?                                       | ?                   | 1977        |
| 1973-1977 | Álarcban I-V.                            | Herzog                                  | Siegfried Loyda     | 1976-1981   |
| 1974      | A flamandok titka 1-4.                   | N/A                                     | N/A                 | 1975        |
| 1974-1979 | Tetthely                                 | Konrad felügyelő                        | Klaus Höhne         | 1977-1981   |
| 1975      | Kurtizánok tündöklése és nyomorúsága     | Nucingen báró                           | Holger Löwenadler   | 1977        |
| 1975      | Sztrogoff Mihály 1-7.                    | Blount                                  | Vernon Dobtcheff    | 1977        |
| 1976      | Gyökerek                                 | John Reynolds                           | Lorne Greene        | 1979        |
| 1976      | Rabszolgasors 1-15.                      | José Mattoso                            | Ítalo Rossi         | 1986        |
| 1977      | Derrick IV.                              | Manfred Donk                            | Günther Neutze      | 1982        |
| 1977      | Ember az Atlantiszról                    | Trubshawe                               | James Brodhead      | 1983        |
| 1977      | Ember az Atlantiszról                    | N/A                                     | N/A                 | 1983        |
| 1977      | Menekülés az arany földjéről 1-7.        | Dowsett                                 | Ladislav Chudík     | 1980        |
| 1977      | Nem kell mindig kaviár                   | Lovejoy egyik jelentő embere            | N/A                 | 1981        |
| 1977      | Nők a pult mögött                        | Vilímek                                 | Zdeněk Řehoř        | 1985        |
| 1980      | Elátkozottak városa 1-7.                 | Mr. Bradshaw                            | Edward Byrne        | 1983        |
| 1983      | Szellem a toronyházban                   | N/A                                     | N/A                 | 1985        |
| 1984      | A korona ékköve                          | Robin White                             | Jeremy Child        | 1989        |
| 1984-1985 | Halló, halló! I-II. (1. magyar szinkron) | René François Artois, francia vendéglős | Gorden Kaye         | 1987-1989   |

### Stan és Pan-filmsorozat
| Év   | Cím                                           | Szereplő          | Színész         | Szinkron év |
| ---- | --------------------------------------------- | ----------------- | --------------- | ----------- |
| 1929 | Hadfiak                                       | Soda Jerk         | James Finlayson | 1980        |
| 1931 | Jótett helyébe…                               | Közösségi játékos | James Finlayson | 1981        |
| 1931 | Kegyelmet kérünk!                             | Tanár             | James Finlayson | 1980        |
| 1931 | Kísért a múlt                                 | Komornyik         | James Finlayson | 1981        |
| 1932 | Stan és Pan, a regiment gyöngyei              | Tábornok          | James Finlayson | 1981        |
| 1933 | Stan és Pan nősül, avagy az eljátszott esküvő | Peter Cucumber    | James Finlayson | 1981        |
| 1935 | Aki másnak licitál, maga esik bele            | Aukció menedzser  | James Finlayson | 1981        |
| 1936 | Rokonok                                       | Finn, a főmérnök  | James Finlayson | 1981        |

### Rajz- és animációs filmek
| Év   | Cím                                              | Szereplő         | Szinkronhang                   | Szinkron év |
| ---- | ------------------------------------------------ | ---------------- | ------------------------------ | ----------- |
| 1960 | 101 kiskutya (1. magyar szinkron)                | Roger Radcliffe  | Ben Wright (+ Bill Lee (ének)) | 1964        |
| 1967 | Asterix, a gall                                  | Caius Bonus      | Pierre Tornade                 | 1987        |
| 1973 | A mesék birodalmában                             | Kamarás          | N/A                            | 1977        |
| 1973 | Panda Maci kalandjai                             | Cirkuszigazgató  | Kitagava Kunihiko              | 1983        |
| 1975 | Hugó, a víziló                                   | Elnök            | N/A                            | 1975        |
| 1976 | Vadnyugati mackókaland                           | Kid              | Tadeusz Wojan                  | 1977        |
| 1977 | Lolka és Bolka a Föld körül (1. magyar szinkron) | Öreg pap         | Tomasz Zaliwski                | 1978        |
| 1978 | Hüvelyk Panna                                    | Apabéka          | Nagai Icsiró                   | 1983        |
| 1979 | Mackó Misi és a csodabőrönd                      | Kid              | Tadeusz Wojan                  | 1980        |
| 1980 | Maci Laci első karácsonya (1. magyar szinkron)   | Sóder Sándor úr  | John Stephenson                | 1989        |
| 1981 | Alice Csodaországban                             | Április Bolondja | Georgij Kisko                  | 1984        |
| 1982 | A bűvös gránátalma                               | Tanácsadó        | N/A                            | 1986        |

### Rajzfilm- és animációs sorozatok
| Év        | Cím                                            | Szereplő                               | Szinkronhang    | Szinkron év |
| --------- | ---------------------------------------------- | -------------------------------------- | --------------- | ----------- |
| 1961-1964 | Frédi és Béni II-IV. (1. magyar szinkron)      | Hotdogos                               | John Stephenson | 1969        |
| 1961-1964 | Frédi és Béni II-IV. (1. magyar szinkron)      | Komornyik                              | John Stephenson | 1971        |
| 1961-1964 | Frédi és Béni II-IV. (1. magyar szinkron)      | Tag                                    | Don Messick     | 1980        |
| 1963      | Magilla Gorilla show 13-31.                    | N/A                                    | N/A             | 1981        |
| 1963-1965 | Ken, a farkasfiú                               | N/A                                    | N/A             | 1976        |
| 1970      | A rózsaszín párduc II. (1. magyar szinkron)    | Piszkos Pierre le Punk                 | Marvin Miller   | 1986        |
| 1972      | A zöld erdő meséi                              | N/A                                    | N/A             | 1983        |
| 1975      | Tom és Jerry új kalandjai (1. magyar szinkron) | Vadak Réme úr / J. Grab Freely         | John Stephenson | 1987        |
| 1975      | Tom és Jerry új kalandjai (1. magyar szinkron) | Róka                                   | Lennie Weinrib  | 1987        |
| 1979      | Don Quijote de la Mancha (1. magyar szinkron)  | N/A                                    | N/A             | 1984        |
| 1981      | Könyvek könyve I.                              | N/A                                    | N/A             | 1992        |
| 1982      | Hupikék törpikék II.                           | Mordás                                 | Richard Erdman  | 1990        |
| 1985      | Bertha                                         | Mr. Willmake                           | Roy Kinnear     | 1993        |
| 1985-1986 | Maci Laci kincset keres I-II/1-13.             | Paci Lóca                              | Daws Butler     | 1991        |
| 1986      | Rongybabák I. (2. magyar szinkron)             | Bukfenc / NyakatekertTovábbi szereplők | Neil Innes      | 1992        |
| 1987      | Kalandok és kudarcok                           | Joséco                                 | N/A             | 1993        |

## Hangjáték
- Akszjonov, Vaszilij: Kollégák (1962)
- Mauriac, Francois: Viperafészek (1962)
- Middleton, Allister: Egy kis kikapcsolódás (1963)
- Szemes Piroska: A házasság története (1963)
- Andrzej Nowicki: Arkanda (1964)
- Aziz Neszin: Fölfedezem Törökországot (1964)
- Hegedűs Géza: Martinuzzi (1965)
- Hodzso Hidedzsi: Az özvegyember története (1965)
- Lóránd Lajos: Várlak a Diadalív alatt (1966)
- Radványi Dezső: A sánta kutya (1966)
- Gellért Endre: A felső tízezer (1967)
- Padisák Mihály: Életmentés (1967)
- Donald Honig: Mibe kerül 500000 dollár? (1968)
- "Fölöttem csak a csillagvilágok..." - Rádiókompozíció Goethe műveiből (1969)
- Gáspár Margit: Memento (1969)
- Horváth Gyula: Az élet nem sláger! (1969)
- Agatha Christie: Gyilkolni könnyű (1970)
- Hárs László: Hol voltam, hol nem voltam...(1970)
- Maróti lajos: A kolostor (1971)
- Takács Tibor: Erdély köpönyegében (1972)
- Stephen Wasylyk: John Smith balesete (1975)
- Erich Kästner: Emil és a detektívek (1976)
- Otfried Preussler: Egy kicsi szellem visszatér (1976)
- Urbán Gyula: Ping és Pong a két kicsi pingvin (1976)
- Cibula, Václav: Közönséges szombat (1977)
- Gárdonyi Géza: A láthatatlan ember (1977)
- Lengyel Balázs: A szebeni fiúk (1977)
- Dickens: Copperfield Dávid (1979)
- Fehér Klára: Dodona harminc kilométer (1979)
- Voltaire: A vadember (1979)
- Csiky Gergely: Paraziták (1980)
- Gyenes György: Ismeretlen ismerősök - Georges Simeon (1980)
- Teleki László: Kegyenc (1980)
- Török Sándor: Kököjszi és Bobojsza (1980)
- Kamarás István: Lényecske kalandjai (1981)
- Marék Antal: A titokzatos kéz (1981)
- Thackeray, William Makepeace: A rózsa és a gyűrű (1981)
- Zoltán Péter: Melankólia (1981)
- John Castle - Arthur Hailey: Rémület a levegőben (1982)
- Barabás Tibor: Rákóczi hadnagya (1983)
- Zimre Péter: Köszönjük, Mr. Bell! (1983)
- Süsü a sárkány (1982–1988) – Kancellár
- Rejtő Jenő és Vágó Péter: P. Howard visszatér és Piszkos Fred vele tart (1984)
- Csukás István: Gyalogcsillag (1985)
- Kolin Péter: Elrendezés (1985)
- Vízparti történet (1985)
- Mándy Iván: Ismerkedő (1986)
- P. G. Wodehouse: P. G. Wodehouse meséli (1986)
- Balázs Attila: Mont Blanc hava (1987)
- Oscar Wilde: A boldog herceg (1987)
- Cécile Aubry: Poly (1988)
- Kaló Flórián: Halló, ott vagy még? (1988)
- Stendhal: Armance (1988)
- Antoine de Saint-Exupéry: Csillagközelben (1990)

## Díjai, elismerései
- Jászai Mari-díj (1974)
- Érdemes művész (1986)
- A Magyar Köztársasági Érdemrend kiskeresztje (1994)